# Dm-drogerie markt

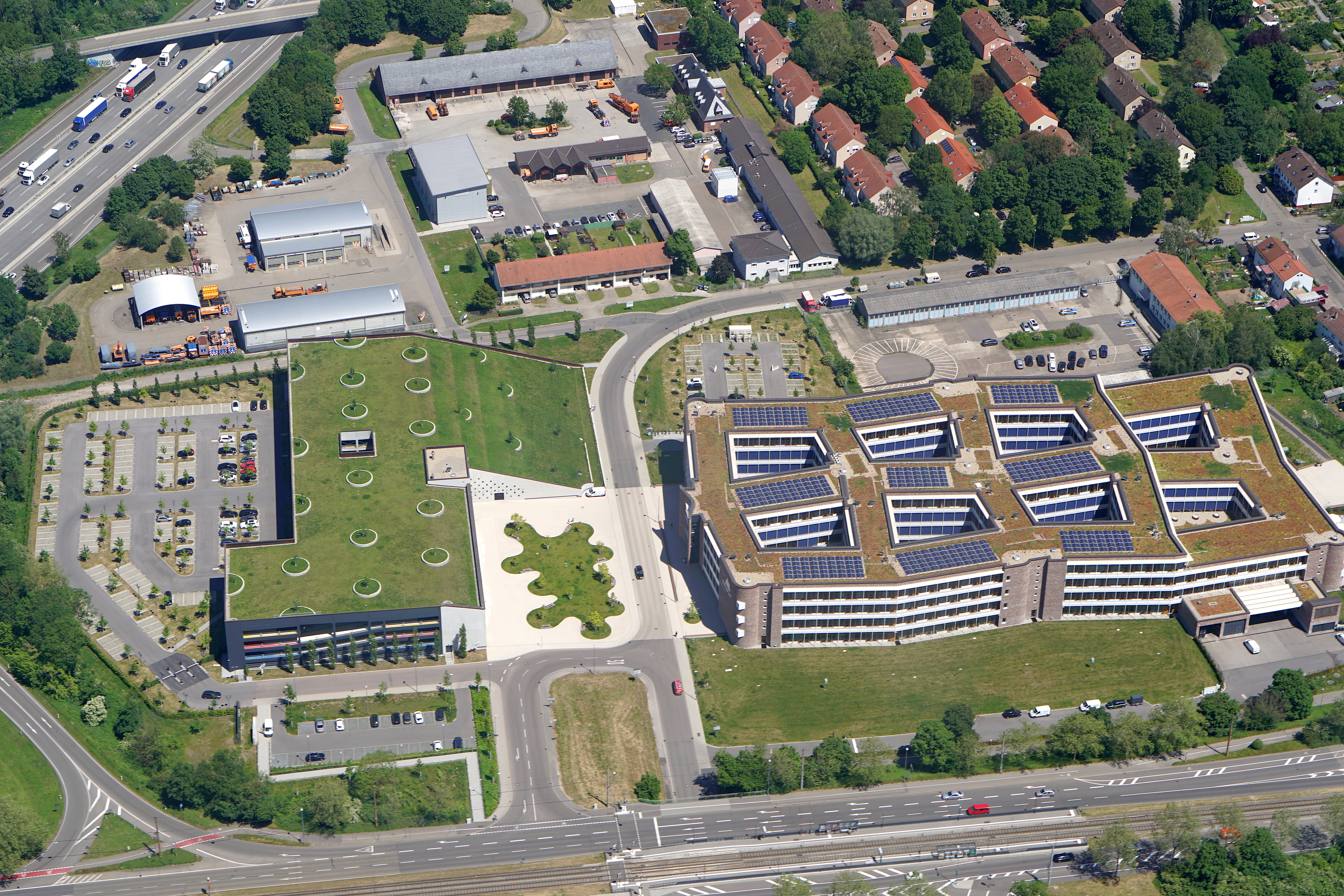
Die 2019 fertiggestellte Unternehmenszentrale in Karlsruhe

dm ist eine deutsche Drogeriemarktkette mit Sitz in Karlsruhe. Mit über 4100 Filialen und rund 90.000 Mitarbeitern (Stand: 2024) ist dm der größte Drogeriekonzern Europas und der drittgrößte der Welt.

## Konzern

### Unternehmensgeschichte
Das erste Geschäft eröffnete der Unternehmensgründer Götz Werner (1944–2022) im Jahr 1973 in Karlsruhe. Neben dem Gesellschafter Werner gibt es seit 1974 mit Günther Lehmann in der Kommanditgesellschaft nur einen Mitgesellschafter. Anfang 1976 erfolgte der Markteintritt in Österreich. Aufgrund seiner Unternehmensgröße wurde dm-Deutschland mitbestimmungspflichtig, gründete im September 2002 einen Betriebsrat und im Frühjahr 2003 einen mitbestimmten Aufsichtsrat mit acht Arbeitnehmervertretern. 2008 übernahm Erich Harsch (* 1961) nach 27 Jahren Betriebszugehörigkeit die Geschäftsleitung und löste damit Werner ab, der in den Aufsichtsrat wechselte. Im August 2010 gab Götz Werner bekannt, dass er seine Unternehmensanteile in die gemeinnützige dm-Werner-Stiftung eingebracht habe. Deren Satzungszweck beinhaltet die "Förderung wissenschaftlicher Initiativen auf dem Gebiet der Geisteswissenschaft Rudolf Steiners (Anthroposophie) sowie Projekte in den Bereichen Bildung und Erziehung (vor allem Waldorf-Pädagogik), Völkerverständigung, Entwicklungshilfe, Jugendhilfe, Gesundheitswesen und Wohlfahrt."
Sein Sohn Christoph wurde 2011 in die Geschäftsführung aufgenommen und ist seitdem für Marketing und das Online-Geschäft zuständig. 2019 löste er Erich Harsch als Leiter der Geschäftsführung ab.
dm ist Mitglied im Bund Ökologische Lebensmittelwirtschaft (BÖLW).
Im Juli 2019 bezog dm in Karlsruhe eine neue Firmenzentrale im Stadtteil Durlach.

### Unternehmenskultur
Die Unternehmenskultur ist geprägt von flachen Hierarchien mit dialogischer Führung und großen Entscheidungsspielräumen der Mitarbeiter. Nach eigenen Angaben räumte der Unternehmensgründer Götz Werner dem Arbeitsklima einen höheren Stellenwert ein als dem Profit.

## Deutschland

### Geschäftsdaten
Im Geschäftsjahr 2022/23 erwirtschaftete dm in Deutschland einen Umsatz von 11,38 Milliarden Euro und beschäftigte rund 51.000 Mitarbeiter in 2.108 Märkten.

### Sortiment und Marken
Seit 1986 führt dm Eigenmarken. Seit 1995 wird Balea für Produkte der Körperpflege verwendet. 2008 gab es 21 dm-Marken mit insgesamt 2600 Produkten in fast allen Sortimentsbereichen. Dieses Produktsegment erwirtschaftete 2004 etwa 30 Prozent des Gesamtumsatzes. Zwischen 2006 und Ende 2012 bot dm einen Bestell- und Abholservice für apothekenpflichtige Arzneimittel in Kooperation mit der niederländischen Versandapotheke Europa Apotheek Venlo an. Seit Januar 2013 besteht eine Kooperation mit der Schweizer Versandapotheke DocMorris. Einen immer breiteren Raum im Verkaufssortiment nehmen Bio-Lebensmittel ein. Hier wurden auch Produkte von Alnatura vertrieben, dm war bis 2014 deren mit Abstand größter Handelspartner. 2015 entschied dm, die Eigenmarke dmBio einzuführen und deswegen nach und nach alle Alnatura-Produkte auszulisten. Die endgültige Auslistung erfolgte 2018.

### Marktdurchdringung

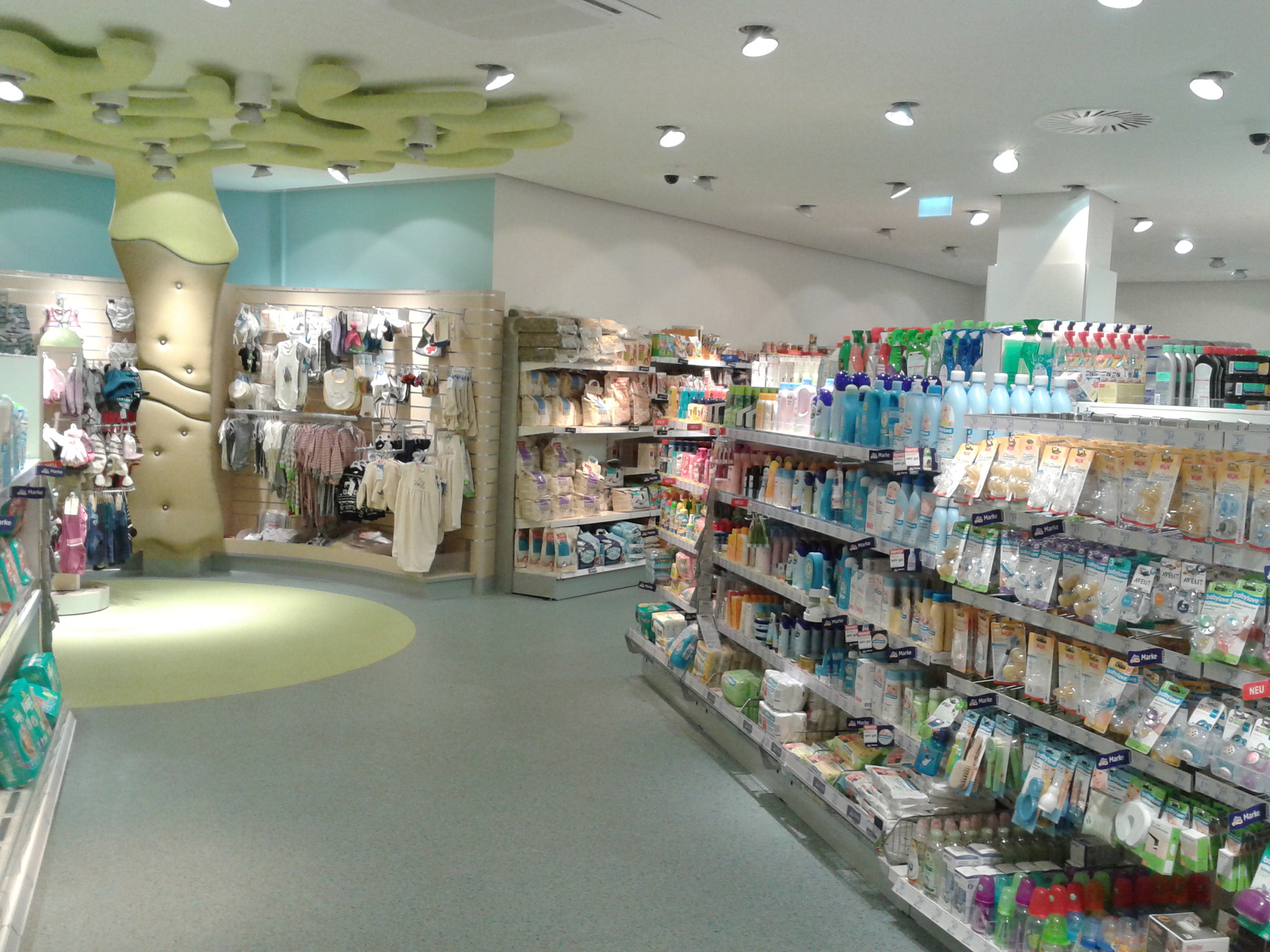
In einer dm-Filiale in Mannheim

In Deutschland ist dm seit 2010 die größte Drogeriemarktkette nach Umsatz. Zweiter war bis zur Insolvenz 2012 Schlecker, auf Platz drei folgte Rossmann. Nach der Zahl der Filialen führte Schlecker. Nachdem etwa dreißig Jahre lang eine informelle Marktaufteilung zwischen dem drittgrößten deutschen Drogerieunternehmen Rossmann und dm bestanden hatte, setzte etwa seit der Jahrtausendwende ein Verdrängungswettbewerb ein. Während Rossmann bislang den Norden und Osten Deutschlands belieferte und dm den Süden, hat nun Rossmann mit Unterstützung des Hongkonger Konzerns Hutchison Whampoa seine Zurückhaltung aufgegeben. Im Gegenzug eröffnet dm zunehmend mehr Filialen im Norden, insbesondere in den Ballungsgebieten Hannover und Berlin. Nach Angaben des Unternehmens hatte 2007 jede dm-Filiale durchschnittlich 270.000 Euro Umsatz im Monat, Rossmann kam auf 150.000 Euro und Schlecker auf 45.000 Euro je Filiale.
2014 hielt dm in Deutschland einen Marktanteil von 23 Prozent; 17,5 Prozent teilten sich die übrigen Drogeriemärkte. Mehr als ein Drittel der Drogerieartikel werden im Lebensmitteleinzelhandel verkauft, 27 Prozent bei Discountern.
dm-Deutschland hat drei Verteilzentren in Waghäusel, Weilerswist und Wustermark.

Ehemaliges Logo

Logo seit 2000

### Mitarbeiterausbildung
Angehende Drogisten können bei dm eine duale Berufsausbildung erhalten. Dazu betätigt sich das Unternehmen im Ausbau von Schulstandorten. Seit dem Beginn des Engagements 1998 ist die Zahl der Ausbildungsstandorte für Drogisten von acht auf 21 gestiegen. Während an den Berufsschulen der Schwerpunkt auf einer allgemeinen Ausbildung für Einzelhandelskaufleute liegt, spezialisiert dm seine Lehrlinge auf drogeriespezifische Fachkenntnisse und nutzt auch unkonventionelle Methoden wie Theaterworkshops, um die rhetorischen Fähigkeiten der Auszubildenden zu steigern. Zwischen 1998 und 2006 wurden bei dm 3500 dieser Auszubildenden übernommen.
Im Herbst 2006 begann der Konzern mit der Finanzierung von 16 Studienplätzen im Bachelorstudiengang Betriebswirtschaftslehre an der anthroposophisch ausgerichteten Alanus Hochschule für Kunst und Gesellschaft bei Bonn, um daraus potenziellen Managementnachwuchs zu rekrutieren.

### Mitbestimmung
28 Jahre nach der Unternehmensgründung wurden in dem Konzern Betriebsräte eingeführt. Einige Mitarbeiter hatten 2002 in zwei Verteilzentren die Initiative ergriffen und Mitbestimmungsstrukturen aufgebaut. Daraufhin entschied die Unternehmensleitung, in allen Filialen Betriebsräte einzurichten. Eine Betriebsrätin nannte das Vorgehen einen „cleveren Schachzug“ der Unternehmensleitung, denn diese habe damals gezielt ausgewählte Mitarbeiter angesprochen und dadurch bewusst Management-kritische Arbeitnehmer ausgebootet.

## Österreich – Mittel- und Osteuropa

### Unternehmensgeschichte
Günter Bauer (1944–2020), früherer Ruderpartner von dm-Gründer Götz Werner, arbeitete in den 1970er-Jahren als dessen Geschäftspartner in der Geschäftsleitung von dm-Deutschland. Gemeinsam entwickelten sie den Plan, dm-Drogeriemärkte auch in Österreich zu eröffnen. Zur Vorbereitung gründeten sie am 30. Januar 1976 die dm drogerie markt GmbH. Der Markteintritt in Österreich erfolgte schließlich im November 1976 mit der Eröffnung der ersten dm-Filiale in Linz. Eine Selbstbedienungsdrogerie hatte es in Österreich damals noch nicht gegeben. 1981 brachte die Spar Österreich ihre 50 Vita Drogeriemärkte ein und wird Mitgesellschafterin von dm Österreich. Dadurch hatte dm in Österreich die Marke von 100 Filialen überschritten. Seit 1984 werden Drogerielehrlinge ausgebildet. 1987 eröffnete dm in einer Filiale in Innsbruck sein erstes Kosmetikstudio und die erste Frischetheke Gesunde Pause mit biologisch zubereiteten Säften und Snacks. Im selben Jahr brachte dm mit der Marke Alnatura – nach eigenen Angaben als erstes Handelsunternehmen – Lebensmittel aus biologisch kontrolliertem Anbau auf den Markt. 1991 wurde in einer Filiale in Salzburg das erste Friseurstudio eröffnet. Ab 1992 begann von dm-Österreich aus die Expansion in die östlich gelegenen Nachbarländer. Die ersten Auslandsfilialen entstanden in Tschechien (Budweis), in Ungarn (Budapest) und in Slowenien (Ljubljana) (siehe Teilkonzern Mittel- und Osteuropa).
Bauer als dm-Österreich-Miteigentümer und -Mitgründer war bis Ende 2008 als Geschäftsführer von dm-Österreich aktiv. Weiterhin war er bis Ende 2017 Vorsitzender des Aufsichtsrates für die dm-Unternehmen des Teilkonzerns Mittel- und Osteuropa (siehe tieferstehend) und Mitglied des Aufsichtsrates von dm-Deutschland und dm-Österreich.
Die österreichische Zentrale befindet sich seit Ende 2006 in Wals-Siezenheim. 2014 betrieb dm 380 Filialen.

### Eigentumsverhältnisse
Die von Deutschland operativ weitgehend unabhängige Konzerngesellschaft ist die am 30. Januar 1976 gegründete dm drogerie markt GmbH mit Sitz in Wals, die über indirekte Beteiligungen mehrheitlich der dm-Deutschland gehört:
- Gesellschafter der dm drogerie markt GmbH sind mit 68 % die dm drogerie markt Verwaltungsgesellschaft m.b.H.[41] und mit 32 % die Aspiag Management AG. (Die Austria SPAR International AG ist die internationale Management- und Holdinggesellschaft der Spar Österreich.)
  - Die mit 10. Dezember 1980 gegründete dm-Verwaltungsgesellschaft mit Sitz in Wals[41] steht zu 75 % im Eigentum der österreichischen dm Holding Gesellschaft m.b.H.[42] und gehört zu 25 % der Bauer Vermögensverwaltungsgesellschaft m.b.H.[43]
    - Die mit 11. Dezember 1980 gegründete dm-Holding mit Sitz in Wals[42] befindet sich zu 100 % im Besitz der dm-Deutschland (dm-drogerie markt GmbH +[44] Co. KG).
    - Die am 31. August 1981 gegründete Bauer Vermögensverwaltungsgesellschaft m.b.H. mit Sitz in Salzburg steht zu 100 % im Eigentum von Familienmitgliedern von Günter Bauer.[43]

Seit dem 1. Oktober 1999 ist die operative dm drogerie markt GmbH mit 4 % an der Einkaufskooperation MARKANT Österreich GmbH von Nah & Frisch beteiligt.

### Teilkonzern Mittel- und Osteuropa

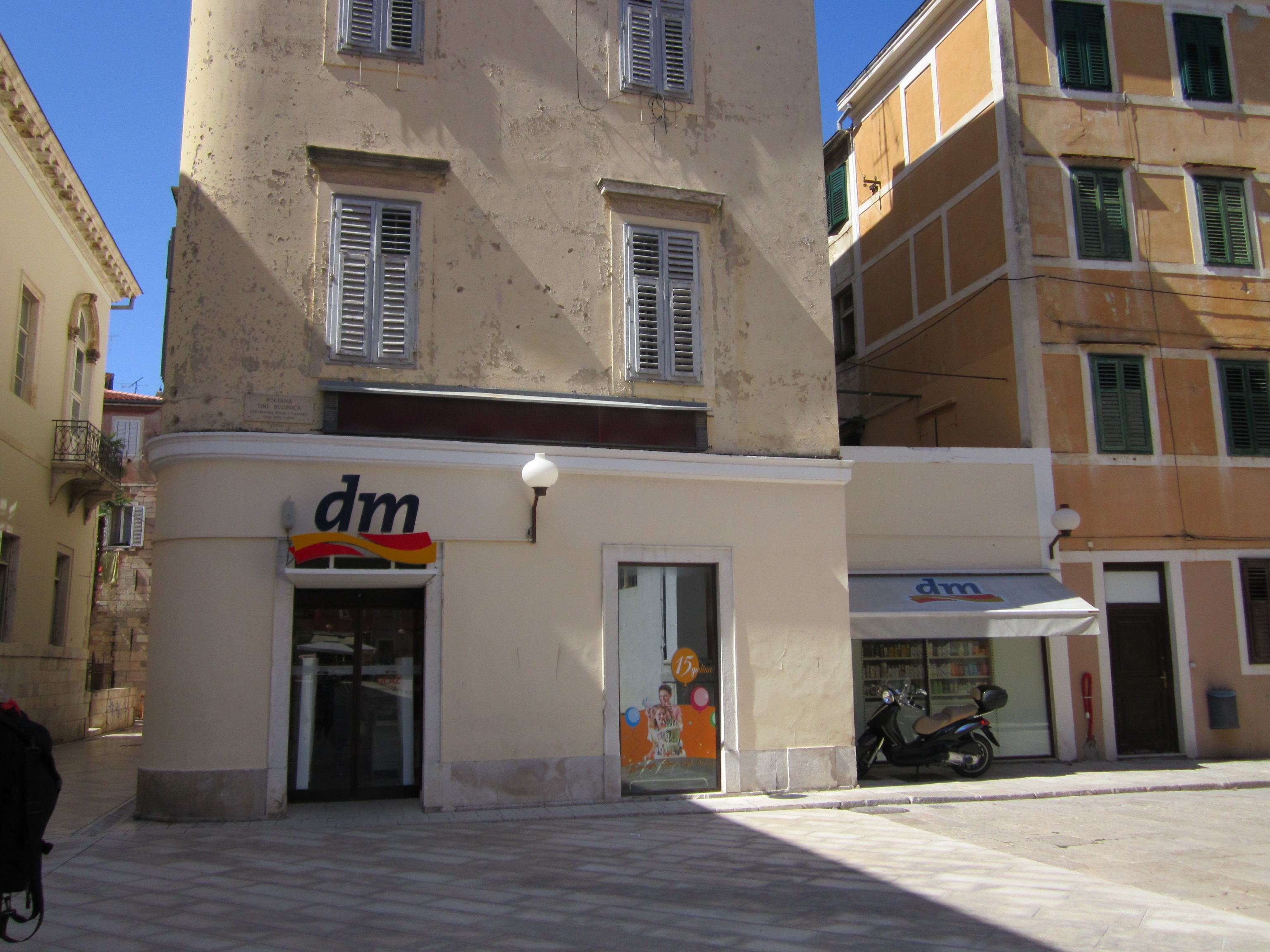
dm-Filiale im kroatischen Zadar

Europaweite Aktivitäten von dm

Der Teilkonzern Central & Eastern Europe gehört rechtlich und organisatorisch zum österreichischen Konzernunternehmen. Diesem unterstehen folgende elf 100 %-Tochtergesellschaften (Stand: Juni 2022):
- seit 1993: dm  Tschechien (255 Filialen)
- seit 1993: dm  Ungarn (263 Filialen)
- seit 1994: dm  Slowenien (104 Filialen)
- seit 1995: dm  Slowakei (158 Filialen)
- seit 1996: dm  Kroatien (178 Filialen)
- seit 2004: dm  Serbien (127 Filialen)
- seit 2006: dm  Bosnien und Herzegowina (88 Filialen)
- seit 2007: dm  Rumänien (139 Filialen)
- seit 2009: dm  Bulgarien (109 Filialen)
- seit 2012: dm  Nordmazedonien (23 Filialen)
- seit 2017: dm  Italien (81 Filialen)[47]
- seit 2022: dm  Polen (31 Filialen)[48]

Vom Teilkonzern Deutschland wird neben dem deutschen Markt auch das Geschäft im außereuropäischen Ausland gestaltet.

### Geschäftsdaten

#### Österreich
Stand jeweils zum 30. September nach Geschäftsjahr
| Geschäftsjahr | Filialen | Mitarbeiter | Umsatz in Mio. Euro |
| ------------- | -------- | ----------- | ------------------- |
| 2006/07       | 347      | 4539        | 516                 |
| 2007/08       | 354      | 4901        | 545                 |
| 2008/09       | 354      | 5086        | 579                 |
| 2009/10       | 363      | 5372        | 616                 |
| 2010/11       | 370      | 5572        | 644                 |
| 2011/12       | 377      | 5898        | 683                 |
| 2012/13       | 380      | 6039        | 720                 |
| 2013/14       | 384      | 6226        | 756                 |
| 2014/15       | 388      | 6305        | 801                 |
| 2015/16       | 390      | 6593        | 852                 |
| 2016/17       | 391      | 6763        | 904                 |
| 2019/20       | 386      | 6874        | 980                 |
| 2020/21       | 386      | 6891        | 1,003               |
| 2021/22       | 386      | 6852        | 1,052               |
| 2022/23       | 385      | 7057        | 1,189               |
| 2023/24       | 382      | 6955        | 1,302               |

Die drei Marktführer 2011, dm, Schlecker (rund 1000 Filialen) und Bipa (572 Filialen), erreichten zusammen 80 % Marktanteil am österreichischen Drogerieeinzelhandel.

#### Mittel- und Osteuropa
| Geschäftsjahr | Filialen | Mitarbeiter | Umsatz in Mio. Euro |
| ------------- | -------- | ----------- | ------------------- |
| 2006/07       | 566      | 5116        | 620                 |
| 2007/08       | 658      | 6420        | 785                 |
| 2008/09       | 762      | 7415        | 867                 |
| 2009/10       | 855      | 8015        | 958                 |
| 2010/11       | 910      | 8057        | 1,044               |
| 2011/12       | 977      | 8923        | 1,077               |
| 2012/13       | 1033     | 9382        | 1,128               |
| 2013/14       | 1058     | 9620        | 1,166               |
| 2014/15       | 1092     | 10.240      | 1,244               |
| 2015/16       | 1134     | 11.054      | 1,359               |
| 2016/17       | 1181     | 12.377      | 1,498               |
| 2020/21       | 1407     | 16.522      | 2,224               |

### Vertriebsstruktur, Sortiment und Marken

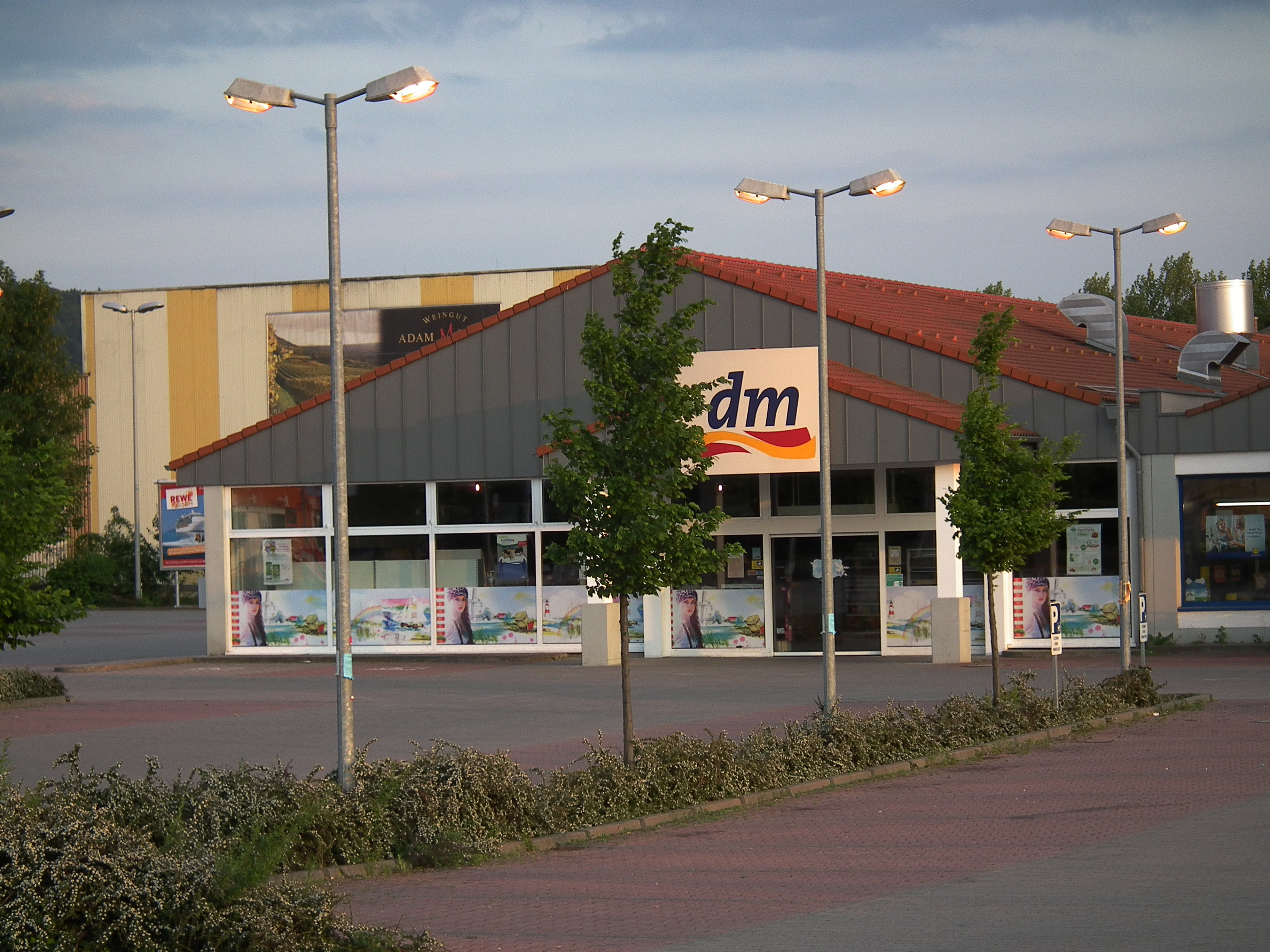
dm-Filiale in Leimen, Rhein-Neckar-Kreis

Analoges wie bei dm-Deutschland gilt auch zur Vertriebsstruktur. Die Belieferung der österreichischen Filialen erfolgt über das Verteilzentrum in Enns. In Ungarn befindet sich das Verteilzentrum für die Logistik des Teilkonzerns Central & Eastern Europe, das im Frühjahr 2011 eröffnet wurde.
Das Sortiment von dm-Österreich umfasst rund 14.000 Drogerieartikel. Aus dem Industriesortiment – davon 22 Eigenmarken – werden Artikel aus den Bereichen Schönheit und Gesundheit, Baby, Foto und Haushalt sowie Tiernahrung, Kleintextilien und sogenannte Four Seasons angeboten. Schwerpunkte bilden Naturkosmetik und Artikel der „gesunden Ernährung“, wie zum Beispiel Produkte der Eigenmarke dmBio. Filialabhängige Angebote sind Friseur- und Kosmetikstudios sowie „gesunde pause Frischetheken“.

## Vertrieb in der Volksrepublik China
Deutsche Medien berichteten erstmals im Juli 2016 über einen möglichen Markteinstieg von dm in der Volksrepublik China. Im Dezember desselben Jahres startete dm tatsächlich in einer Softlaunch-Phase mit einem Shop auf der Alibaba-China-Cross-Border-Plattform Tmall Global mit einem sogenannten Flagship-Store. Die offizielle Eröffnung fand im März 2017 statt.
Für den Online-Verkauf auf Tmall werden die Bestellungen aus dem Zentrallager in Deutschland durch den langjährigen Logistikpartner DSV abgewickelt und durch Alibabas Logistikarm Cainiao an Konsumenten in der Volksrepublik China zugestellt.